# Ulf Larsson
Ulf Sigfrid Larsson, geb. Uffe Larsson, (Stockholm, 1 juli 1956 - Solna, 28 september 2009) was een Zweeds acteur, revueartiest, komiek en toneelregisseur.
In het begin van de jaren 1980 verscheen hij in verschillende televisieshows en theaterproducties. Hij raakte toen bekend bij de kinderen in Bröderna Olsson en in Kusiner i kubik en vertelde verhalen in Pratmakarna. Zijn doorbraak volgde toen hij het programma Söndagsöppet presenteerde.
Larsson speelde mee in theaterproducties als Charley's Tante in het Intiman-Theater in Stockholm. Het grootste deel van zijn materiaal schreef hij zelf evenals een roman genaamd Kvartingen som sprängdes, waarin hij zijn drankmisbruik behandelt.